# Тайманов, Искандер Асанович
Исканде́р Аса́нович Тайма́нов (род. 20 декабря 1961, Новосибирск) — российский математик, доктор физико-математических наук, академик РАН (2011), специалист в области геометрии, вариационного исчисления в целом, теории солитонов и её применений.

## Биография
Сын Асана Дабсовича Тайманова (1917—1990), основоположника казахстанской школы математической логики.
Выпускник механико-математического факультета Московского государственного университета 1983 года. В 1987 году защитил кандидатскую диссертацию «Геометрические аспекты некоторых нелинейных систем» под руководством академика С. П. Новикова. В 1994 году в МИАН имени В. А. Стеклова успешно защитил докторскую диссертацию «Глобальный вариационный анализ. Интегрируемые системы» (официальные оппоненты В. В. Козлов, И. М. Кричевер, А. Т. Фоменко).
Работает в Институте математики СО РАН.
Член редколлегии изданий: «Annals of Global Analysis and Geometry», «Regular and Chaotic Dynamics», «Сибирский математический журнал» (зам. главного редактора), «Математические заметки», «Siberian Advances in Mathematics» (зам. главного редактора). Входит в совет директоров КБТУ.
В сентябре 2017 года избран в состав президиума РАН и СО РАН.

## Основные научные результаты
Развил аналог теории Морса-Новикова для периодических орбит в магнитном поле, найден нетривиальный критерий существования несамопересекающихся траекторий в двумерном случае, а также получены теоремы существования периодических траекторий в многомерном случае, установлено, что геодезические потоки на компактных аналитических многообразиях могут быть аналитически вполне интегрируемы только, если фундаментальная группа многообразия почти коммутативна; осуществлена редукция известной гипотезы Уиллмора (доказана в 2012-м году) для поверхностей в трёхмерном евклидовом пространстве к задачам теории солитонов, найдена нижняя оценка для функционала Уиллмора в терминах размерности ядра оператора Дирака, получены аналоги этих конструкций (в частности, представления Вейерштрасса) для поверхностей в трёхмерных группах Ли. Эта программа приобрела широкую популярность. Методами теории солитонов получены важные частные результаты об аналоге проблемы Римана-Шоттки для многообразий Прима двулистных накрытий, остававшиеся неперекрытыми более двадцати лет.

## Публикации
Книги
- Новиков С. П., Тайманов И. А. Современные геометрические структуры и поля. — 2-е изд. — М.: Издательство: МЦНМО, 2014. ISBN 5-94057-102-6.
- Тайманов И. А. Лекции по дифференциальной геометрии. Ижевск. 2002 . — ISBN 5-93972-467-1.

Статьи
- Taimanov, I. A. Topological obstructions to the integrability of geodesic flows on nonsimply connected manifolds. (Russian) Izv. Akad. Nauk SSSR Ser. Mat. 51 (1987), no. 2, 429—435, 448; translation in Math. USSR-Izv. 30 (1988), no. 2, 403—409).
- Taimanov, I. A. Topology of Riemannian manifolds with integrable geodesic flows. (Russian) Trudy Mat. Inst. Steklov. 205 (1994), Novye Rezult. v Teor. Topol. Klassif. Integr. Sistem, 150—163; translation in Proc. Steklov Inst. Math. 1995, no. 4 (205), 139—150.
- Konopelchenko, B. G.; Taimanov, I. A. Constant mean curvature surfaces via an integrable dynamical system. J. Phys. A 29 (1996), no. 6, 1261—1265.
- Taimanov, Iskander A. Modified Novikov-Veselov equation and differential geometry of surfaces. Solitons, geometry, and topology: on the crossroad, 133—151, Amer. Math. Soc. Transl. Ser. 2, 179, Amer. Math. Soc., Providence, RI, 1997.
- Taimanov, Iskander A. Surfaces of revolution in terms of solitons. Ann. Global Anal. Geom. 15 (1997), no. 5, 419—435.
- Taimanov, I. A. The Weierstrass representation of closed surfaces in {\displaystyle \mathbb {R} ^{3}}. (Russian) Funktsional. Anal. i Prilozhen. 32 (1998), no. 4, 49—62, 96; translation in Funct. Anal. Appl. 32 (1998), no. 4, 258—267 (1999)
- Babenko, I. K.; Taimanov, I. A. On nonformal simply connected symplectic manifolds. (Russian) Sibirsk. Mat. Zh. 41 (2000), no. 2, 253—269, i; translation in Siberian Math. J. 41 (2000), no. 2, 204—217.
- Bolsinov, Alexey V.; Taimanov, Iskander A. Integrable geodesic flows with positive topological entropy. Invent. Math. 140 (2000), no. 3, 639—650.